# Coffea montis-sacri
Coffea montis-sacri är en måreväxtart som beskrevs av Aaron Paul Davis. Coffea montis-sacri ingår i släktet Coffea och familjen måreväxter. Inga underarter finns listade i Catalogue of Life.